# Национално сдружение на частните болници
Националното сдружение на частните болници (НСЧБ) е неправителствена организация, която обединява мениджърите и собствениците на водещите лечебни заведения за болнична помощ със 100% частен капитал.
НСЧБ е учредено на 16 февруари 2013 година и към момента представлява 70% от легловата база в частните болници в страната. Целта на Националното сдружение на частните болници е да се бори за обезпечаване на достъпа на пациентите до високо качество на лечение и за равнопоставеност между лечебните заведения в България.
На първото си Общо събрание членовете – учредители на Националното сдружение на частните болници избраха д-р Явор Дренски – изпълнителен директор на най-голямата частна болница в България – МБАЛ „Токуда Болница София“ – за председател на Управителния съвет на НСЧБ.
На първата си пресконференция през февруари 2013 година НСЧБ категорично се обяви против свръхадминистрирането на системата на здравеопазването и в частност срещу методиката на НЗОК, която заплашва достъпът на пациентите до желаното от тях лечебно заведение Отразяване в новините на БНТ.
НСЧБ се обяви и срещу задължителните процедури за провеждане на ЗОП за частните болници, тъй като то е нелогично и нецелесъобразно за лечебните заведения със 100% частна инвестиция Отразяване на позицията на НСЧБ в Здраве Нет Архив на оригинала от 2013-09-21 в Wayback Machine..
Едно от първите големи постижения на НСЧБ е, факта че Комисията за защита на конкуренцията излезе с решение за поощряване на конкуренцията между всички лечебни заведения, да се финансира спешната помощ в частните клиники и да не се налагат административни ограничения на броя на болниците – Решение на КЗК Архив на оригинала от 2016-03-04 в Wayback Machine..

Членове на НСЧБ:
- МБАЛ „Сердика“ ЕООД
- СБАЛАГ „Селена“ ООД
- СБАЛАГ „Щерев“ ЕООД
- МБАЛ „Вита“ ЕООД
- МБАЛ „Акта Медика“ ЕООД
- МБАЛ „Св. Иван Рилски 2003“ ЕООД
- СБАЛГАР „Д-р Малинов“ ООД
- МБАЛ „Дева Мария“ ЕООД
- МБАЛ „Света Богородица“ ЕООД
- МБАЛ „Ниамед“ ООД
- МБАЛ „Доверие“ АД
- СБАЛАГ „Св. Марина"
- Сити Клиник Каридиологичен център МБАЛ
- СБАЛ „Полимед“ ООД
- МБАЛ „Медикус Алфа“ ЕООД
- СБАЛК ЕАД
- СБАЛК „Варна“ ЕАД
- СБАЛК „Ямбол“ ЕАД
- СБАЛК „Велико Търново“ ЕАД
- СБАЛК „Мадара“ ЕАД
- МБАЛ „Свети Пантелеймон – София“ АД
- СБАЛ „Свети Лазар“ ООД
- МБАЛ „Люлин“ ЕАД
- СГЕБАЛ „Еврохоспитал“
- МБАЛ „Еврохоспитал“ Пловдив ООД
- МБАЛ „Св. Йоан Рилски“ ООД
- МБАЛ „Софиямед“ ООД
- МБАЛ „Проф. Димитър Ранев“ ООД
- МБАЛ „Здраве“ ООД
- МБАЛ „Здраве – Велинград“
- МБАЛ „Здраве – Пълмед“ Пловдив
- МБАЛ „Токуда Болница София“
- МБАЛ „Пулс“ АД
- СБАЛК „Кардиолайф“ ООД
- МБАЛ „Света София“
- МБАЛ „Свети Панталеймон – Плевен“
- СБР „Стайков и Фамилия“
- МБАЛ „Света Каридад“
- МБАЛ „Тракия“
- МБАЛ „Тримонциум“
- МБДПЛР „Сердика“
- Хоспис „Сердика“ Спортсклиник Еуровита
- МБАЛ „Лайф Хоспитал“
- СБРФРМ „Димина“, Вонеща вода
- СУБАЛ „Уро Медикс“
- СБАЛ – „Гръбначен център“ АД
- МБАЛ „Медицински комплекс Свети Иван Рилски“ ЕООД
- МБАЛ „Уни Хоспитал“ ООД
- Очна клиника „РЕСБИОМЕД“ ЕООД